# Günther Blumentritt
Günther Blumentritt (ur. 10 lutego 1892 w Monachium, zm. 12 października 1967 tamże) – niemiecki generał podczas II wojny światowej. Odegrał znaczącą rolę w planowaniu zbrojnej agresji Niemiec na Polskę w 1939 roku. Służył przez całą wojnę, przez większość czasu na froncie wschodnim. Po wojnie został powołany na świadka w procesach norymberskich, choć nigdy nie zeznawał.

## Życiorys
Wstąpił do armii Cesarstwa Niemieckiego i walczył w I wojnie światowej na froncie wschodnim w Prusach. W okresie dwudziestolecia międzywojennego wraz z przyjacielem Erichem von Mansteinem służył pod dowództwem Wilhelma Rittera von Leeba.
W 1939 został pułkownikiem i dowódcą operacyjnym w Grupie Armii Południe na Śląsku pod zwierzchnictwem generała Gerda von Rundstedta, podczas gdy Erich von Manstein był szefem sztabu. Günther Blumentritt i Erich von Manstein wspólnie opracowywali plan generalnej inwazji na Polskę, nazwany Wariantem Białym (niem. Fall Weiss).
W 1940 wziął udział w kampanii francuskiej, nazywanej też Bitwą o Francję.
W 1941 został mianowany szefem sztabu 4 Armii i awansowany do stopnia generała. Jeszcze tego samego roku, pomimo swojego sprzeciwu, Günther Blumentritt został zaangażowany w atak na ZSRR. W 1942 wrócił do Niemiec jako I Zastępca Szefa Wydziału Operacyjnego OKH. Pod koniec roku zasugerował swoim przełożonym, że Niemcy powinni wycofać się ze Stalingradu, lecz jego wniosek został odrzucony.
Podczas lądowania aliantów w Normandii w 1944 był szefem sztabu marszałka Gerda von Rundstedta, dowódcy armii niemieckiej na zachodzie. Był wtedy zamieszany w zamach z 20 lipca 1944, którego celem było zabójstwo Adolfa Hitlera; zamach zakończył się fiaskiem, a w jego rezultacie aresztowanych zostało wielu niemieckich oficerów. Günther Blumentritt został usunięty ze swego stanowiska, lecz przetrwał czystkę, ponieważ Adolf Hitler nie wierzył w jego winę. W końcu za swoją służbę został nagrodzony Krzyżem Rycerskim. Wrócił do służby jako dowódca XII Korpusu SS.
W marcu 1945 został mianowany dowódcą 25 Armii Niemieckiej i tymczasowo objął stanowisko przywódcy 1 Armii Spadochronowej.
Został wzięty do niewoli 1 czerwca 1945 w Szlezwiku-Holsztynie i umieszczony w brytyjskim obozie jenieckim. Przebywał tam do 1 listopada, kiedy to został przeniesiony do obozu amerykańskiego, gdzie przebywał od 6 grudnia 1945 do 1 lutego 1948.

## Odznaczenia
- Krzyż Żelazny
  - Drugiej klasy (29 września 1914)
  - Pierwszej klasy (18 marca 1916
- das Verwundetenabzeichen (niem.) (I wojna światowa)
- Złoty Krzyż Niemiecki (26 lutego 1942)
- Medaille für die Winterkampagne in Russland 1941/1942 (niem.) (7 sierpnia 1942)
- Krzyż Żelazny pierwszej i drugiej klasy
- Order Rodu Hohenzollernów
- Krzyż Rycerski Krzyża Żelaznego z liśćmi dębu